# Shrek Forever After: Motion Picture Soundtrack
Shrek Forever After: Motion Picture Soundtrack è la raccolta delle canzoni utilizzate nel film del 2010 Shrek e vissero felici e contenti, quarto capitolo nella serie di Shrek.

## Tracce
1. It's The Rumpelstiltskin Show! (skit) – 0:29
2. Isn't It Strange by Scissor Sisters – 2:18
3. Tough Love For Baba (skit) - 0:12
4. One Love by Antonio Banderas - 2:47
5. Sunshine And Rainbows (skit) - 0:20
6. Top Of The World by the Carpenters - 2:58
7. Cupcake Party (skit) - 0:19
8. Rumpel's Party Palace by Mike Simpson - 1:33
9. Pinocchio Gets His Wish (skit) - 0:39
10. Click Click by Light FM featuring Lloyd Hemmings - 1:28
11. Gingy's Lil' Sugar (skit) - 0:20
12. Darling I Do by Landon Pigg and Lucy Schwartz - 3:23
13. Shake Your Groove Thing by Mike Simpson – 1:35
14. Hello by Lionel Richie - 4:08
15. Birthday Bash (skit) - 0:30
16. Sure Shot by Beastie Boys – 3:19
17. Hook's Garrrrden (skit) - 0:24
18. Right Back Where We Started From by Maxine Nightingale - 3:13
19. The Bare Necessities by Phil Harris - 4:52
20. The Lion Sleeps Tonight by Hans Zimmer - 3:39
21. Wheezer Wig (skit) - 0:16
22. I'm A Believer by Weezer - 2:58
23. Home To Fifi (skit) - 0:30